# Trombocitopènia
Trombocitopènia o trombopènia és una disminució relativa de plaquetes en sang. Un recompte de plaquetes humà normal s'estén de 150.000 a 450.000 plaquetes per microlitre de sang. Aquests límits estan determinats pels percentils 2,5 inferior i superior, així els valors fora d'aquest rang no indiquen necessàriament una malaltia. Una definició comuna de trombocitopènia és aquell recompte de plaquetes per sota 50.000 per microlitre.

## Signes i símptomes
Sovint, nivells de plaquetes baixos no s'associen a problemes clínics; més aviat, s'inclouen en els hemogrames rutinaris. Ocasionalment, són deguts a contusions, especialment púrpura als avantbraços, petèquia (concreti hemorràgies a pell i membranes mucoses), hemorràgies nasals i/o genivals.
És vital recopilar una història mèdica exhaustiva per assegurar que un recompte de plaquetes baix no sigui causat per un procés secundari. També és important assegurar que tampoc hagin disminuït els altres tipus de cèl·lules sanguínies, com glòbuls vermells i glòbuls blancs.
Normalment apareixen i desapareixen petèquies puntuals, rodones i indolores (1 a 3 mm en diàmetre), i a vegades s'agrupen per formar equimosi. Més gran que les petèquies, les equimosis són d'un color blau morat, blau o groc verdòs que varien en mida i forma. Poden ocórrer qualsevol lloc al cos.
Una persona amb trombocitopènia també es pot queixar de malestar, debilitat i fatiga general (amb pèrdua de sang o sense). En la trombocitopènia adquirida, la història del pacient pot incloure l'ús d'una o més drogues il·legals.
La inspecció típicament mostra evidència d'hemorràgia (petequial o equimosis), junt amb hemorràgia lenta, contínua des d'algunes lesions o ferides. Els adults poden tenir grans butllofes a la boca plenes de sang. Si el recompte de plaquetes de la persona és entre 30.000 i 50.000/mm³, és possible l'aparició de contusions amb traumes menors; si és entre 15.000 i 30.000/mm³, aquestes contuisions espontànies apareixen principalment a braços i cames.

## Causes
Els recomptes de plaquetes disminuïts poden ser a causa d'un cert nombre de processos de malaltia:

### Producció disminuïda
- Deficiència de vitamina B₁₂ o d'àcid fòlic
- Leucèmia o síndrome mielodisplàstica
- Producció disminuïda de trombopoetina pel fetge en la insuficiència hepàtica.
- Sèpsia o infecció sistèmica vírica o bacteriana.
- El dengue pot provocar trombocitopènia per infecció directa de megacariòcits de la medul·la òssia així com una baixa pervivència immunològica de plaquetes
- Síndromes hereditàries
  - Trombocitopènia amegacariocítica congènita (CAMT)
  - Síndrome TAR
  - Anèmia de Fanconi
  - Síndrome de Bernard-Soulier, associat amb plaquetes grans
  - Anomalia de May-Hegglin, la combinació de trombocitopènia, inclusions leucocítiques blau pàl·lid, i plaquetes gegants
  - Síndrome de plaquetes de Gray
  - Síndrome d'Alport
  - Síndrome de Wiskott-Aldrich

### Destrucció augmentada
- Púrpura trombocitopènica idiopàtica (PTI)
- Púrpura trombocitopènica trombòtica (TTP)
- Síndrome hemolíticourèmica (SHU)
- Coagulació intravascular disseminada (DIC)
- Hemoglobinúria paroxística nocturna (HPN)
- Síndrome antifosfolípids
- Lupus eritematós sistèmic (LES)
- Púrpura post-transfusió
- Trombocitopènia alloimmune neonatal (NAITP)
- Segrest de plaquetes causada per esplenomegàlia
- Dengue provoca un escurçament de la supervivència de plaquetes i destrucció immunològica de plaquetes
- Trombocitopènia associada a VIH[4]

### Induït per medicació
Les medicacions que provoquen trombocitopènia inclouen:
- Mielosupressió directa:
  - Àcid valproic
  - Metotrexat
  - Carboplatí
  - Interferó
  - Isotretinoïna
  - Panobinostat
  - Altres fàrmacs de quimioteràpia
  - Singulair (montelukast sodium)[6]
  - Els antagonistes H₂ i Inhibidors de la bomba de protons han mostrat símptomes de trombocitopènia augmentats, com punts vermells prop de la part baixa de les cames.[7]

- Destrucció immunològica de plaquetes:
  - Una molècula de fàrmac s'uneix a la porció Fab d'un anticòs. Un exemple clàssic és el grup de la quinidina. La porció Fc de l'anticòs no està implicada en el procés d'unió.
  - Una molècula de fàrmac s'uneix al fragment Fc de l'anticòs, amb el complex de fàrmac/anticòs que posteriorment s'uneix i que activa les plaquetes. Trombocitopènia induïda per heparina (TIH) és un exemple típic en que el complex factor 4 heparina-anticòs-plaqueta (PF4) s'uneix als receptors Fc a la superfície de la plaqueta. Ja que el fragment Fc llavors no és disponible als receptors Fc de les cèl·lules reticuloendotelials, normalment és evitada la destrucció de les plaquetes. Això pot explicar per què la trombocitopènia severa no és un tret comú de TIH.
  - Trombocitopènia provocada per abciximab.

### Altres causes
- Mossegades de serps verinoses, especialment per cròtals.[8]
- Onyalai, una malaltia d'etiologia desconeguda vista només en parts de l'Àfrica, però considerada sospitosa de ser provocada per desnutrició o consum de menjar contaminat.[9]
- Consum excessiu d'olis que contenen àcid erúcic, com l'oli de Lorenzo o l'oli de mostassa.

## Diagnosi
Les proves de laboratori poden incloure: hemograma, enzims hepàtics, funció renal, nivells de vitamina B₁₂, nivells d'àcid fòlic, velocitat de sedimentació globular, i frotis sanguini perifèric. Si la causa pel recompte de plaquetes baix no s'aclareix, normalment es recomana una biòpsia de medul·la òssia, per distingir si el recompte de plaquetes baix és a causa de producció disminuïda o de destrucció perifèrica.
La trombocitopènia en alcohòlics hospitalitzats pot ser provocada per esplenomegàlia, deficiència de folat, i, més freqüentment, un efecte tòxic directe d'alcohol sobre la producció, temps de supervivència, i funció de les plaquetes. El recompte de plaquetes es comença a créixer després de l'abstinència d'alcohol de 2 a 5 dies. La condició és generalment benigna, i l'hemorràgia clínicament significativa és rara.
També es poden efectuar proves de laboratori per determinar la quantitat de plaquetes i la funció de coagulació. En la trombocitopènia severa, un estudi de medul·la òssia pot determinar el número, mida i maduresa dels megacariòcits (les cèl·lules de medul·la òssia que alliberen plaquetes madures). Aquesta informació pot alhora identificar una producció de plaquetes ineficaç com la causa de trombocitopènia i excloure un procés de malaltia maligna.

## Tractament
El tractament és condicionat per la severitat d'etiologia i malaltia. La idea principal en tractar la trombocitopènia és eliminar la causa subjacent, tant si significa eliminar el consum de fàrmacs/drogues sospitoses que provoquen trombocitopènia, o tractar la infecció subjacent. La diagnosi i el tractament de la trombocitopènia greu és normalment supervisat per un hematòleg.
Es poden utilitzar corticoesteroides per augmentar la producció de plaquetes. El carbonat de liti o el folat també es poden utilitzar per estimular la producció de plaquetes per la medul·la òssia. Les transfusions de plaquetes es poden utilitzar per aturar una hemorràgia anormal episòdica provocada per un recompte de plaquetes baix. Tanmateix, si la destrucció de plaquetes és degut a un trastorn immune, les infusions de plaquetes poden tenir només un efecte mínim i es poden reservar per a hemorràgies que amenacin la vida del malalt.
Els plans de tractament específics sovint depenen de l'etiologia subjacent de la trombocitopènia.
| Condició mèdica                            | Tractament |
| ------------------------------------------ | --- |
| Púrpura trombocitopènica trombòtica        | El tractament de púrpura trombocitopènica trombòtica és una emergència mèdica, des de l'anèmia hemolítica i plaqueta l'activació pot conduir a la insuficiència renal i canvia en el nivell de consciència. El tractament de la púrpura trombocitopènica trombòtica es revolucionà durant els anys 1980 amb l'aplicació de la plasmafèresi. Segons la hipòtesi de Furlan-Tsai, aquest tractament teòricament opera eliminant anticossos contra el factor de von Willebrand que trencava la peptidasa, ADAMTS13. El procediment de plasmafèresi també afegeix proteases proteïnes d'ADAMTS13 actives al pacient, restaurant un nivell fisiològic de multimers de factor de von Willebrand. Els pacients amb anticossos persistents contra ADAMTS13 no manifesten sempre púrpura trombocitopènica trombòtica, i aquests anticossos sols no són suficients per explicar com la plasmafèresi tracta la púrpura trombocitopènica trombòtica. |
| Púrpura trombocitopènica idiopàtica (PTI)  | Molts casos de PTI poden restar sense tractament, i la remissió espontània (especialment en nens) no és inusual. Tanmateix, recomptes menors de 50.000 són normalment controlats amb anàlisis de sang regulars, i aquells amb recomptes menors de 10.000 són normalment tractats, com el risc d'hemorràgia espontània seriosa és alt amb un recompte de plaquetes baix. Qualsevol pacient que experimenta símptomes d'hemorràgia severs està també normalment tractat. El llindar per tractar PTI ha disminuït des dels anys 1990, i hematòlegs reconeix que els pacients rarament espontàniament sagnen amb recomptes de plaquetes més grans de 10.000—; tot i que s'han documentats excepcions a aquesta observació. Els tractaments per a PTI inclouen: - Prednisona i altres corticoesteroides - immunoglobulina intravenosa - Esplenectomia - Danazol - Eltrombopag - Rituximab - Romiplostim Els anàlegs de trombopoetina s'han provat extensament per al tractament de PTI. Aquests agents havien mostrat prèviament una certa activitat però s'havia trobat que estimulaven anticossos contra trombopoetina endògena o provocaven trombosi. S'ha determinat que Romiplostim (nom comercial Nplate, anteriorment AMG 531) és segur i eficaç per al tractament de PTI en pacients refractaris, especialment els que requeien després de l'esplenectomia. |
| Trombocitopènia induïda per heparina (TIH) | La discontinuació d'heparina és crítica en casos de TIH. Tanmateix, els clínics generalment tracten per evitar una trombosi, i els pacients inicien directament un tractament de warfarina després d'una diagnosi de TIH són a risc excessiu de gangrena venosa de membre. Per aquesta raó, tracta normalment pacients amb un tipus d'anticoagulant anomenat inhibidor directe de trombina com la lepirudina o l'argatroban, aprovat per l'Administració d'Aliments i Fàrmacs (FDA). Altres anticoagulants a vegades utilitzats en aquests casos que no són aprovats la FDA per al tractament de TIH inclou bivalirudina i fondaparinux. Les transfusions de plaquetes no són un component rutinari del tractament de TIH, ja que la trombosi, que no sagna, és el problema associat habitual en aquesta malaltia. |
| Trombocitopènia amegacariocítica congènita | El trasplantament de medul·la òssia o cèl·lula mares és l'únic tractament que realment cura aquesta malaltia genètica. S'exigeix que les transfusions de plaquetes freqüents impedeixin al pacient dessagnar-se fins que el trasplantament es realitzi, encara que això no és sempre el cas. |

## Trombocitopènia neonatal
La trombocitopènia afecta un petit percentatge de nadons, i la seva prevalença en unitats de vigilància intensiva neonatal és alta. Normalment, el seu curs és suau i es resol sense conseqüències. La majoria dels casos de trombocitopènia afecten infants de naixement preterme i són resultats d'insuficiència placental i/o hipòxia fetal. Altres causes són menys freqüents, p. ex. alloimmune, genètic, autoimmune, infecció, DIC.
La trombocitopènia iniciada després de les primeres 72 hores després del naixement sovint és el resultat de sèpsia subjacent o enterocolitis necrosant. En termes d'infecció les proves de PCR poden ser útils per a la identificació patògena ràpida i detecció de gens de resistència d'antibiòtics. Els patògens possibles poden ser fong, bacteris i virus, per exemple: Citomegalovirus (CMV), Virus de rubèola, virus de la immunodeficiència humana, Staphylococcus sp., Enterococcus sp.,
Streptococcus agalactiae, Streptococcus viridans, Listeria monocytogenes, Escherichia coli,
Haemophilus influenzae, Klebsiella pneumoniae, Pseudomonas aeruginosa,
Yersinia enterocolitica, Borrelia burgdorferi, Candida sp., Toxoplasma gondii. La severitat de la trombocitopènia es podria correlacionar amb el tipus de patogen; algunes recerques indiquen que els casos més severs es relacionen a la infecció micòtica o per bacteris gramnegatius.
El patogen es pot transmetre durant el naixement
o abans d'aquest, però també durant l'alletament.
o durant una transfusió.
S'està investigant la interleucina-11 com a potencial fàrmac per al tractament de la trombocitopènia, especialment en els casos de sèpsia o enterocolitis necrosant.